# Dirk Johannes van Vreumingen

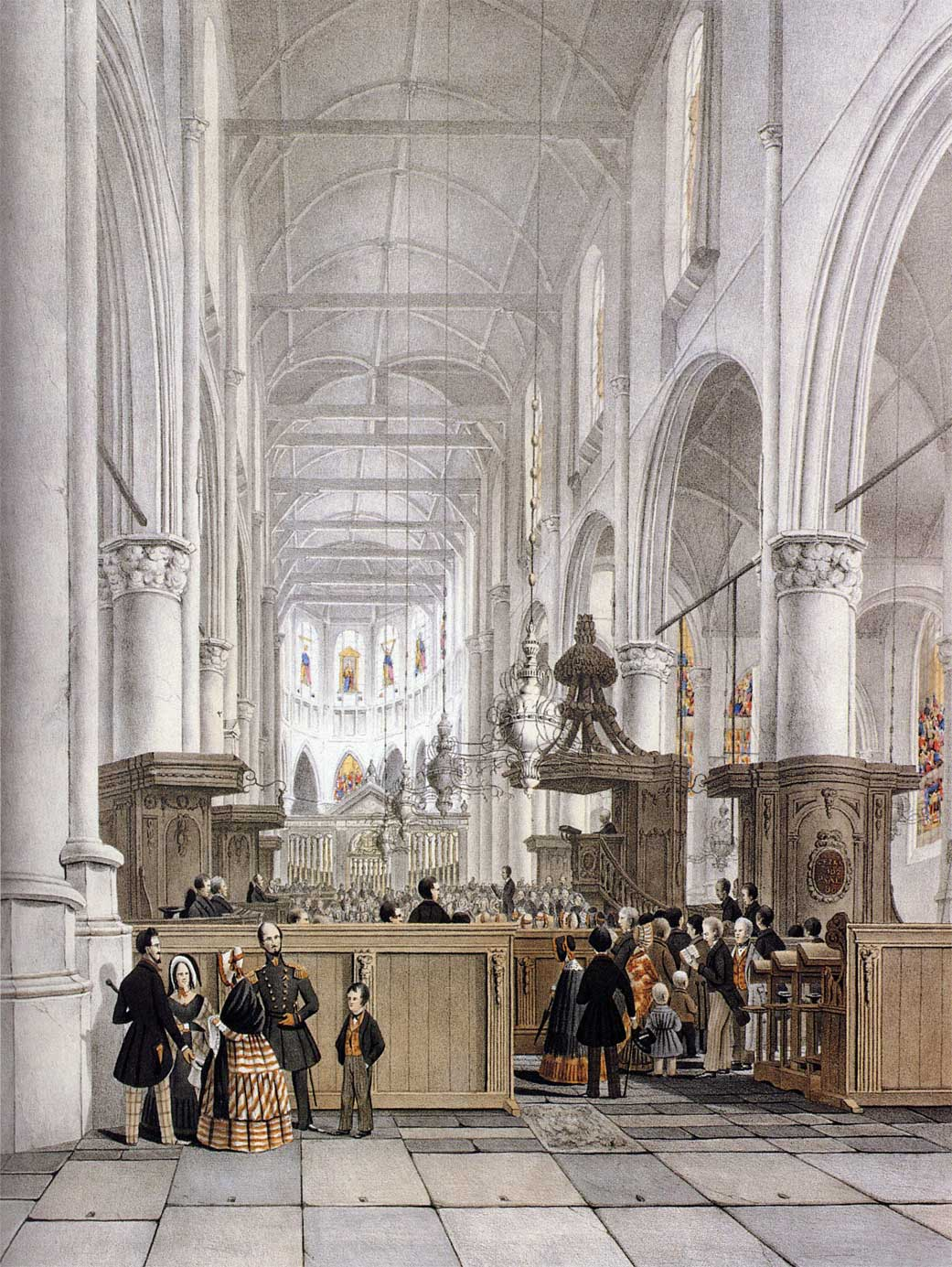
Interieur St. Janskerk te Gouda door Dirk Johannes van Vreumingen

Dirk Johannes van Vreumingen (Gouda, 26 november 1818 – Gouda, 10 oktober 1897) was een Nederlandse kunstschilder te Gouda.
Dirk Johannes van Vreumingen was zoon van de Goudse kruidenier en koekenbakker Dirk van Vreumingen en Alida van der Pompe. Hij trouwde in 1857 met Frederica Johanna Helena Prins, dochter van de burgemeester van Stein, Aris Prins.
Van Vreumingen schilderde,evenals zijn stads- en tijdgenoot Gijsbert Johannes Verspuy, in zijn vrije tijd. Van beroep was hij verzekeringsagent bij een brandwaarborgmaatschappij. Van Vreumingen was een leerling van de schilder en stadstekenmeester Anthonie Jacobus van Wijngaerdt. Hij is vooral bekend geworden door de vele stadsgezichten. Een omvangrijke collectie van zijn werk is bewaard in Museum Gouda.

## Enkele werken van Dirk Johannes van Vreumingen
- De Grote of St. Janskerk te Gouda - litho (ca. 1845 - 1850)
- Het stadhuis en de Markt te Gouda - twee aquarellen (midden 19e eeuw)
- De IJssel bij Gouda (linkeroever) - aquarel (midden 19e eeuw)
- De IJssel bij Gouda (linkeroever) - aquarel (midden 19e eeuw)
- Gouda van de zuidzijde - aquarel (midden 19e eeuw)
- Gouda van de noordzijde - aquarel (midden 19e eeuw)
- Het Houtmansplantsoen - twee aquarellen (midden 19e eeuw)
- De Gouwe te Gouda - aquarel (midden 19e eeuw)
- De Lange Tiendeweg en de St. Janskerk te Gouda - aquarel (midden 19e eeuw)
- De Kleiweg te Gouda - aquarel ca. 1850
- De Haven te Gouda - aquarel (midden 19e eeuw)
- Interieur St. Janskerk te Gouda - litho (1844)

- Biografisch Portaal: 43136508
- International Standard Name Identifier: 0000 0003 9613 593X
- Nederlandse Thesaurus van Auteursnamen: 100052258
- RKD-Nederlands Instituut voor Kunstgeschiedenis: 82047
- Virtual International Authority File: 290966289